# Fakaofo
Fakaofo, dawniej Bowditch Island – koralowy atol w archipelagu Tokelau, należący administracyjnie do terytorium zależnego Nowej Zelandii – Tokelau. Atol stanowi jednocześnie jednostkę administracyjną o takiej samej nazwie.
Atol ma powierzchnię 2,63 km² i otacza wewnętrzną lagunę o powierzchni około 45 km². W skład atolu wchodzi 26 większych wysp i kilkadziesiąt drobnych wysepek, z których najważniejsze to: Te Lafu, Te Loto, Fenua Loa, Fale i Fenua Fala. Liczba ludności w poszczególnych latach:
| 2006 | 2011 |
| ---- | ---- |
| 483  | 490  |

Główną, spośród jedynych dwóch osad atolu, jest Fakaofo położone na wyspie Fenua Fala i zamieszkane przez 265 osób. Druga osada położona jest na wyspie Fale.
Atol został odkryty w 1841 roku (najpóźniej w całym archipelagu Tokelau). W 1889 Wielka Brytania ustanowiła protektorat nad atolem (wraz z pozostałymi Wyspami Tokelau), włączając go w 1916 do brytyjskiej kolonii Wyspy Gilberta i Lagunowe. W 1925 Brytyjczycy przekazali administrację Nowej Zelandii. W latach 1926–1948 atol był zarządzany z Samoa Zachodniego (wówczas również terytorium zależnego Nowej Zelandii). Obecnie jest nadal zarządzane przez Nową Zelandię na mocy Tokelau Act z 1948 (z poprawkami z 1963 i 1999). Do 1979 do atolu roszczenia zgłaszały Stany Zjednoczone.
Do władz atolu należy Faipule, Pulenuku i Taupulega.
Faipule, czyli inaczej szef rady, albo wódz, jest wybierany na trzyletnią kadencje. Spełnia on rolę gubernatora atolu: reprezentuje atol w rządzie Tokelau, którego jest jednocześnie członkiem, odpowiada również za zagraniczną reprezentację atolu. Reprezentuje także na atolu zgromadzenie parlamentarne Tokelau (General Fono) pomiędzy jego sesjami.
Pulenuku jest funkcja zbliżoną do burmistrza. Odpowiada on za sprawy wewnętrzne atolu, wybiera również 7 reprezentantów atolu do zgromadzenia parlamentarnego Tokelau.
Taupulega jest radą starszych, do której należy każdy mieszkaniec atolu, który ukończył 60 lat. Rada uważana jest za najważniejszy autorytet i sprawuje funkcje doradcze dla Faipule i Pulenuku.